# 집강소
집강소(執綱所)는 1894년 동학 농민군이 전주성을 점령한 뒤 난을 진압한다는 명분으로 군대를 파견한 청나라와 일본군의 철병을 원한 조선정부와 전주화약을 맺은 후 호남 지방 각 군현에 설치하여 중요한 재판이 있을 때 농민들이 직접 참여할 수 있는 농민 자치 개혁 기구이다. 전주 화약 이후 동학 농민군이 주로 전라도 일대에 조직하였다.

## 같이 보기
- 교정청
- 전주화약
- 동학
- 식목도감